# Corredor Atlántico-Mediterráneo
El Corredor Atlántico-Mediterráneo es un corredor ferroviario de pasajeros y mercancías que conecta los puertos de la fachada atlántica de la península ibérica con el Corredor Mediterráneo. Pertenece a la red básica de la Red Transeuropea de Ferrocarril. Debe estar finalizado antes del año 2031.

## Recorrido
El Corredor Central ha sido incluido en la red básica de la Red Transeuropea de Transporte en la propuesta de 2011. La conexión con Portugal, a través de Puertollano, aparecía en la propuesta de 2004 pero como parte del Corredor Central. El corredor conecta con el Corredor Mediterráneo en Valencia, y finaliza en el paso fronterizo de Elvas/Badajoz. Entre Valencia y Madrid el corredor de mercancías circula por la línea convencional a través de Albacete y Alcázar de San Juan, mientras que el de pasajeros es el recorrido directo de la línea de alta velocidad Madrid-Levante. A partir de Madrid, viajeros y mercancías circulan juntos a través de la línea de alta velocidad Madrid-Extremadura-Portugal.
Existirían nodos logísticos en Valencia-Fuente de San Luis, Albacete, Alcázar de San Juan, Madrid, Mérida y Badajoz.

## Características
El corredor, al pertenecer a una Red Transeuropea de Transporte, se construye de tal modo que sea compatible con los trenes que recorren Europa completa. Por ello, el corredor dispondría de ancho internacional (1.435 mm), electrificación a 25 kVac y sistema de control ERMTS. Los apartaderos permitirían la circulación de trenes de 750 metros de longitud. Toda la vía es doble.
La vía convencional que forma parte del corredor ha de ser ampliamente reformada para cumplir con estos parámetros.

## Construcción
En el tramo Valencia-Madrid, el corredor de viajeros está en servicio y el de mercancías no ha sido iniciado. Entre Madrid y Extremadura, se encuentran obras parciales.